# Pesadelo Cor de Rosa
Pesadelo Cor de Rosa (Portugiesisch für: rosafarbener Albtraum), Alternativtitel Sweet Nightmare, ist eine Romantikkomödie des portugiesischen Filmregisseurs Fernando Fragata aus dem Jahr 1998. Im Film wird überwiegend Englisch und nur wenig Portugiesisch gesprochen.

## Handlung
Der englische Ingenieur Daniel Bricks ist für Bauarbeiten an der Ponte 25 de Abril in Lissabon. Als ihn sein Freund und Arbeitskollege Al bittet, ein Staudammprojekt weiter südlich für ihn zu begutachten, trifft er dort unter ungewöhnlichen Umständen die schöne Carolina. Er ist von ihr hingerissen und glaubt, sie sei die Frau, von der er immer geträumt habe. Daniel weiß nicht, dass sie gerade aus dem Gefängnis kommt, und nimmt sie in seinem idyllisch gelegenen Haus auf. Er nimmt es ihr auch nicht übel, dass sie sein Auto kurzzeitig gestohlen und ihn damit in Probleme gestürzt hat, als er auf seinem autolosen Rückweg zwei gewalttätige Kleinkriminelle nachhaltig verärgerte, die ihn ausrauben wollten, dann aber von Daniel ausgetrickst wurden.
Bevor er mehr von Carolina erfahren kann, wird er wieder an der Brücke in der Stadt gebraucht und er bittet sie, in seiner Wohnung zu bleiben. Bei seiner Rückkehr findet er die Wohnung ausgeräumt und ohne Carolina vor. Enttäuscht geht er zur Polizei, wo er jedoch erstmal in der Zelle landet, bevor er den Diebstahl melden kann, alles erschwert und kompliziert durch die Sprachbarriere auf Grund Daniels fehlender Portugiesischkenntnisse.
Zurück in seinem Haus findet er jedoch wieder alles vollständig eingerichtet und aufgeräumt vor. Carolina begrüßt ihn und will ihm nur eine Freude gemacht haben, in dem sie eine Grundreinigung in Auftrag gab. Sie beginnen ein klärendes Gespräch, bis Carolina ihn plötzlich bittet, mit ihr ins Bett zu gehen. Nach einer wilden Nacht wacht Daniel wieder alleine auf und fährt verwirrt zurück zur Brücke.
Carolina hat sich inzwischen einen Aushilfsjob in einem kleinen Laden in Lissabon gesucht und macht Daniel bei seiner Arbeit auf der Brücke ausfindig. Hoch über Lissabon erfährt Daniel nun, dass Carolinas Mutter kurz nach ihrer Geburt starb und einige Jahre später dann auch ihr Vater umkam, als Soldat einer UN-Mission in Bosnien und Herzegowina. Sie wollte danach selbst Soldatin werden, doch musste sie das Militär vor drei Jahren wegen ihres unberechenbaren Charakters vorzeitig verlassen, so dass sie seither orientierungslos ist. Er bietet ihr gerührt seine Hilfe an, die sie immerhin vage annimmt. Zunächst ist es jedoch Carolina, die Daniel hilft, als die beiden Kriminellen ihn bei einem Ausflug aufspüren, und Daniel ist verwundert über Carolinas routinierten Umgang mit Waffen und Gewalt.
Während Daniel erneut alleine in seinem Haus aufwacht, kommt Carolina wieder in Haft, auf Grund der ersten Anzeige Daniels, die als Verletzung ihrer Bewährungsauflagen in die Akten kommt.
Daniel spürt indes, dass Carolina diesmal nicht einfach wieder auftauchen wird und bittet Al, nach ihr zu suchen. Die beiden werden aber durch einen Anruf der Polizei unterbrochen, die Daniel über Carolina und den Stand seiner Anzeige informiert. Daniel eilt zur Polizei, um seine Anzeige zurückzuziehen, doch der Haftrichter kann ihm nur wenig Hoffnung machen, die bereits inhaftierte Carolina schnell wieder frei zu bekommen, da Daniels Anzeige bereits zur rechtskräftig erneuerten Haft geführt hat. Verzweifelt läuft Daniel am Tejo-Ufer in Lissabon entlang, bis ihn Al dort aufspürt und ihm die Ergebnisse seiner Nachforschungen über Carolina mitteilt: bei der Armee hatte sie sich eines zudringlichen Vorgesetzten mit der Waffe erwehrt und wurde deshalb wegen versuchten Mordes verurteilt. Gerührt fährt er nachts noch vor ihre Haftzelle (in der Festung Forte de Monsanto im Parque Florestal de Monsanto) und spielt überlaut das Lied Oh! Carol von Neil Sedaka ab, um ihr damit sowohl seine Liebe zu zeigen als auch um sie um Vergebung zu bitten, da sie ja seinetwegen dort einsitzt. Daraufhin wird er selbst inhaftiert und kommt wieder nur anderntags nach Kaution durch Al heraus, der ihm dafür aber auch noch die gute Nachricht überbringt, dass Carolina wieder freikommt.
Daniel rast in seinem kleinen Auto zurück zum Gefängnis, kommt aber zu spät und Carolina ist schon davon, enttäuscht, wieder alleine in die Welt hinaus zu müssen und nicht erwartet worden zu sein. Verzweifelt versucht Daniel, Carolina am Staudamm zu finden, wo sich ihre Wege erstmals kreuzten. Zunächst sieht er keine Spur von ihr, um dann doch noch ein formvollendetes Happy End mit ihr feiern zu können.

## Produktion und Rezeption
Der Film wurde zwischen September 1997 und 1998 an verschiedenen Orten auf der Setúbal-Halbinsel und im Stadtgebiet Lissabons gedreht und von der portugiesischen Produktionsfirma Virtual in Koproduktion mit dem Privatsender SIC produziert, mit finanzieller Beteiligung der portugiesischen Filmförderung IPACA (heute ICA).
Nach einer Vorpremiere am 28. Oktober 1998 im großen Auditorium des Centro Cultural de Belém kam der Film am 30. Oktober 1998 in die Kinos. Mit 185.472 Besuchern wurde er ein großer Publikumserfolg.
Bei den Globos de Ouro 1999 erhielt der Film danach einen Preis, für die Schauspielleitung von Diogo Infante.
Sweet Nightmare / Pesadelo Cor de Rosa wurde zunächst als VHS-Kassette u. a. in Portugal und Griechenland (Titel: I pio glykos efialtis) veröffentlicht und erschien 2005 in Portugal bei Lusomundo auf DVD, auch in den USA (Titel: Sweet Nightmare) und in Frankreich (Titel: Un délicieux cauchemar) erschien er als DVD.